# Chinese Work Songs
Albums de Little Feat
Under the Radar
(1998) Hotcakes & Outtakes: 30 Years of Little Feat
(2000)
Chinese Work Songs est le treizième album studio de Little Feat, sorti le 20 juin 2000.

## Liste des titres
| No  | Titre                                            | Auteur                            | Durée |
| --- | ------------------------------------------------ | --------------------------------- | ----- |
| 1.  | Rag Mama Rag                                     | J.R. Robertson                    | 4:38  |
| 2.  | Eula                                             | Barrere, Tackett                  | 4:26  |
| 3.  | Bed of Roses                                     | Murphy, Payne                     | 4:48  |
| 4.  | Sample in a Jar                                  | Anastasio, Marshall               | 4:54  |
| 5.  | Just Another Sunday                              | Murphy, Payne                     | 7:52  |
| 6.  | Gimme a Stone                                    | Hyman, Chertoff, Forman, Bazilian | 5:06  |
| 7.  | Rio Esperenza                                    | Murphy, Payne                     | 4:54  |
| 8.  | Tattoo Heart                                     | Barrere, Murphy                   | 6:55  |
| 9.  | Marginal Creatures                               | Barrere, Tackett                  | 5:16  |
| 10. | Chinese Work Songs                               | Payne, Tackett                    | 6:27  |
| 11. | It Takes a Lot to Laugh, It Takes a Train to Cry | Bob Dylan                         | 6:07  |

## Personnel

### Musiciens
- Paul Barrere : guitare, dobro, chant
- Sam Clayton : percussions, chant
- Shaun Murphy : chant, tambourin
- Kenny Gradney : basse, chant
- Richard Hayward : batterie, chant
- Bill Payne : claviers, chant
- Fred Tackett : guitare, dobro, chant

### Musiciens additionnels
- Darrell Leonard : trompette, trombone
- Joe Sublett : saxophone
- Béla Fleck : banjo (piste 6)
- Lenny Castro : percussions
- Piero Mariani : percussions